# Krivajevići (Ilijaš, BiH)
Krivajevići je naselje u općini Ilijaš, Federacija BiH, BiH.